# 季弘大叔
季弘 大叔（きこう だいしゅく、1421年9月21日（応永28年8月25日） - 1487年8月25日（長享元年8月7日））は、室町時代中期の臨済宗の僧である。別号は蔗軒、蔗庵、竹谷など。

## 経歴・人物
備前の生まれ。幼くして備前願心寺で出家し、1433年（永享5年）東福寺の竹庵大縁の門人となる。1467年（応仁元年）に大和で華厳宗及び法相宗の講義を学んだ。のち、仲以篤・月泉祥洵・雲章一慶・勝剛長柔らと交わる。1474年（文明6年）東福寺の塔主となり、1483年（文明15年）和泉の堺にある海会寺の住職となった。その後再度京都に戻り、1480年（文明12年）東福寺の第174世住職となった。翌年病により再度海会寺に戻った。晩年は当時の臨済宗の僧侶らと多く交流し、禅僧の生活などを講義した。
五山文学僧らと親しく交わる一方で、篤い観音信仰と浄土思想の持ち主だった。

## 主な著作物
- 『蔗軒日録』
- 『蔗庵遺稿』